# Rabas
Pour l’article homonyme, voir Rabas (Moselle).
Rabas (en serbe cyrillique : Рабас) est un village de Serbie situé sur le territoire de la Ville de Valjevo, district de Kolubara. Au recensement de 2011, il comptait 202 habitants.

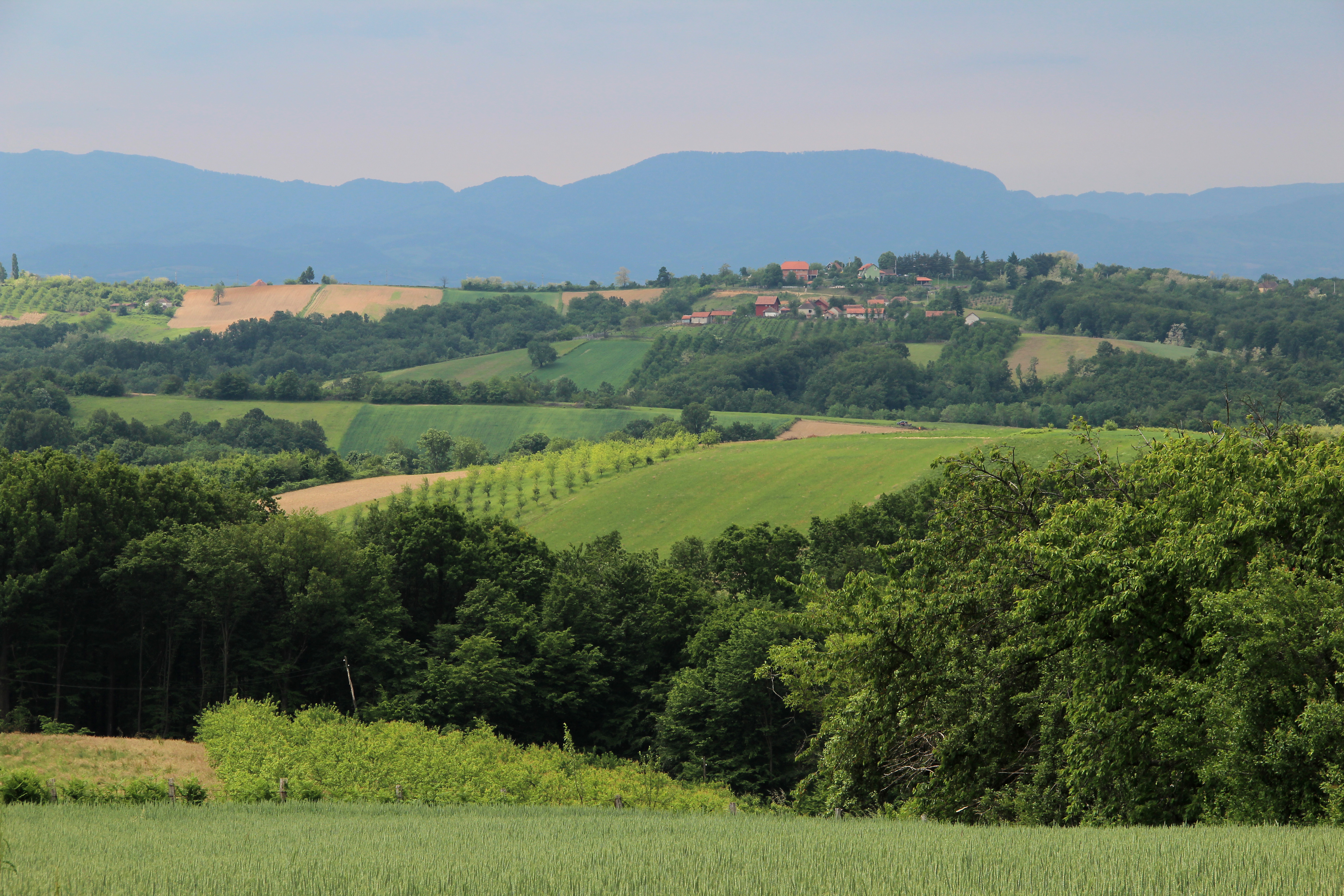
Rabas - panorama
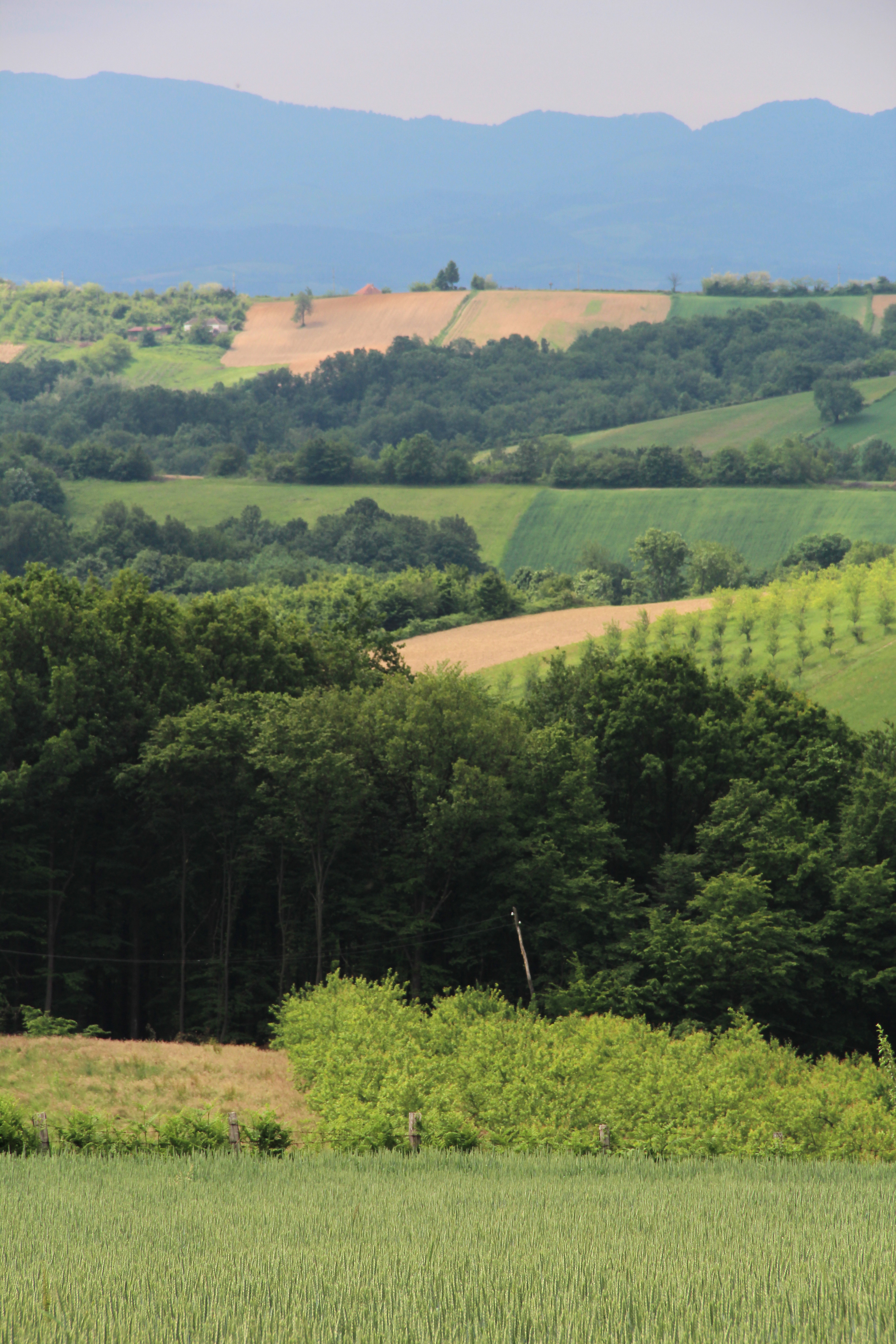
Rabas - panorama
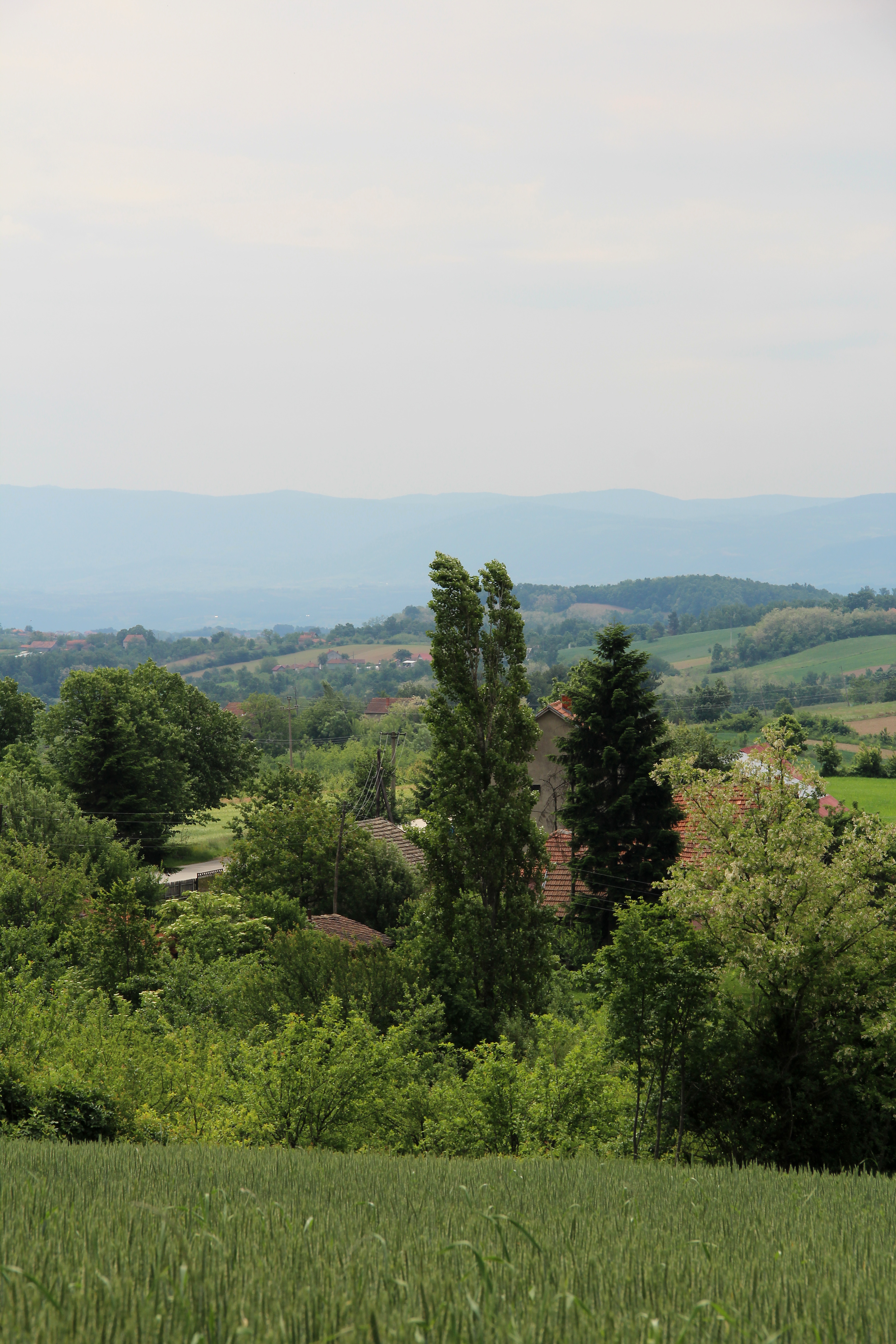
Rabas - panorama
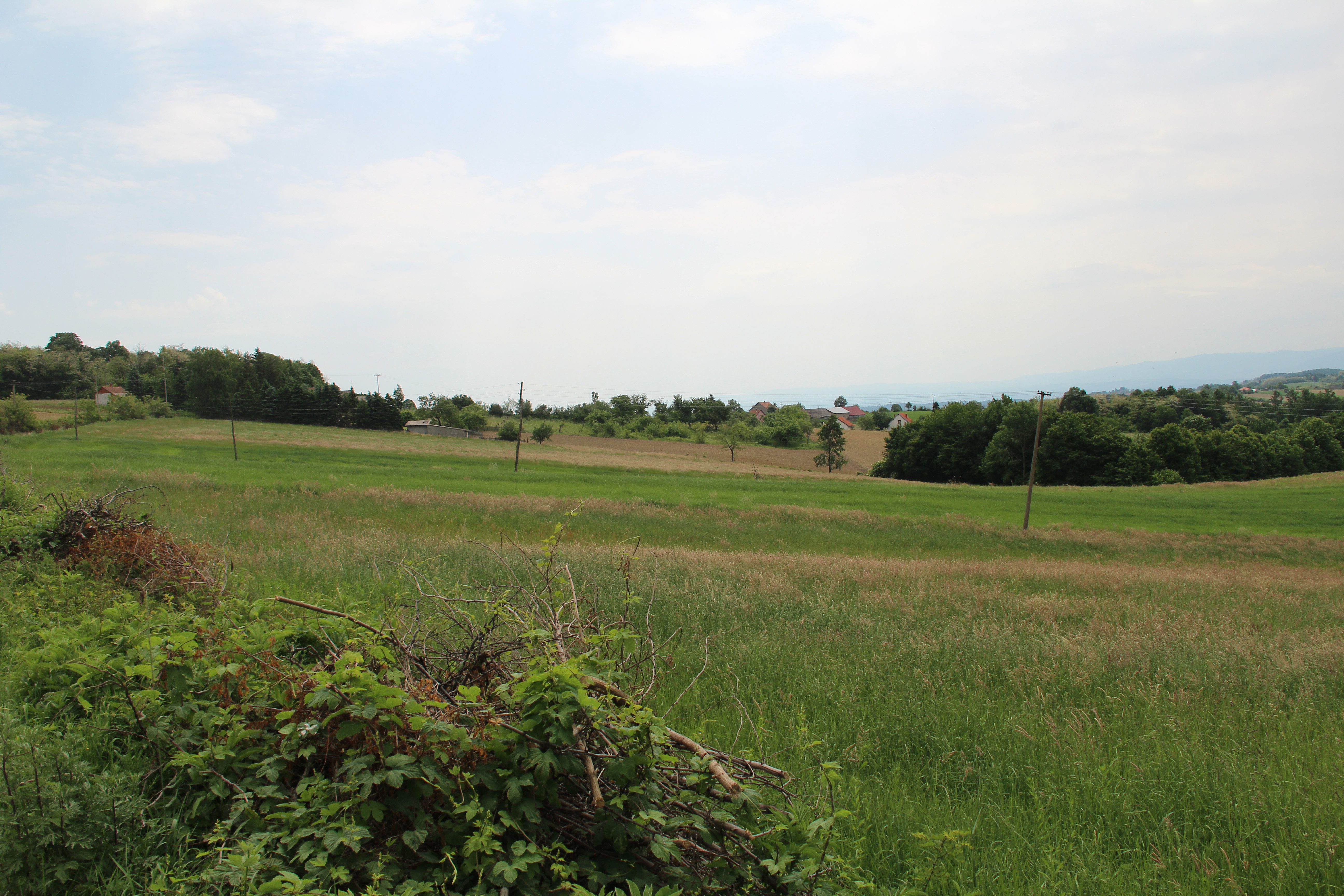
Rabas - panorama
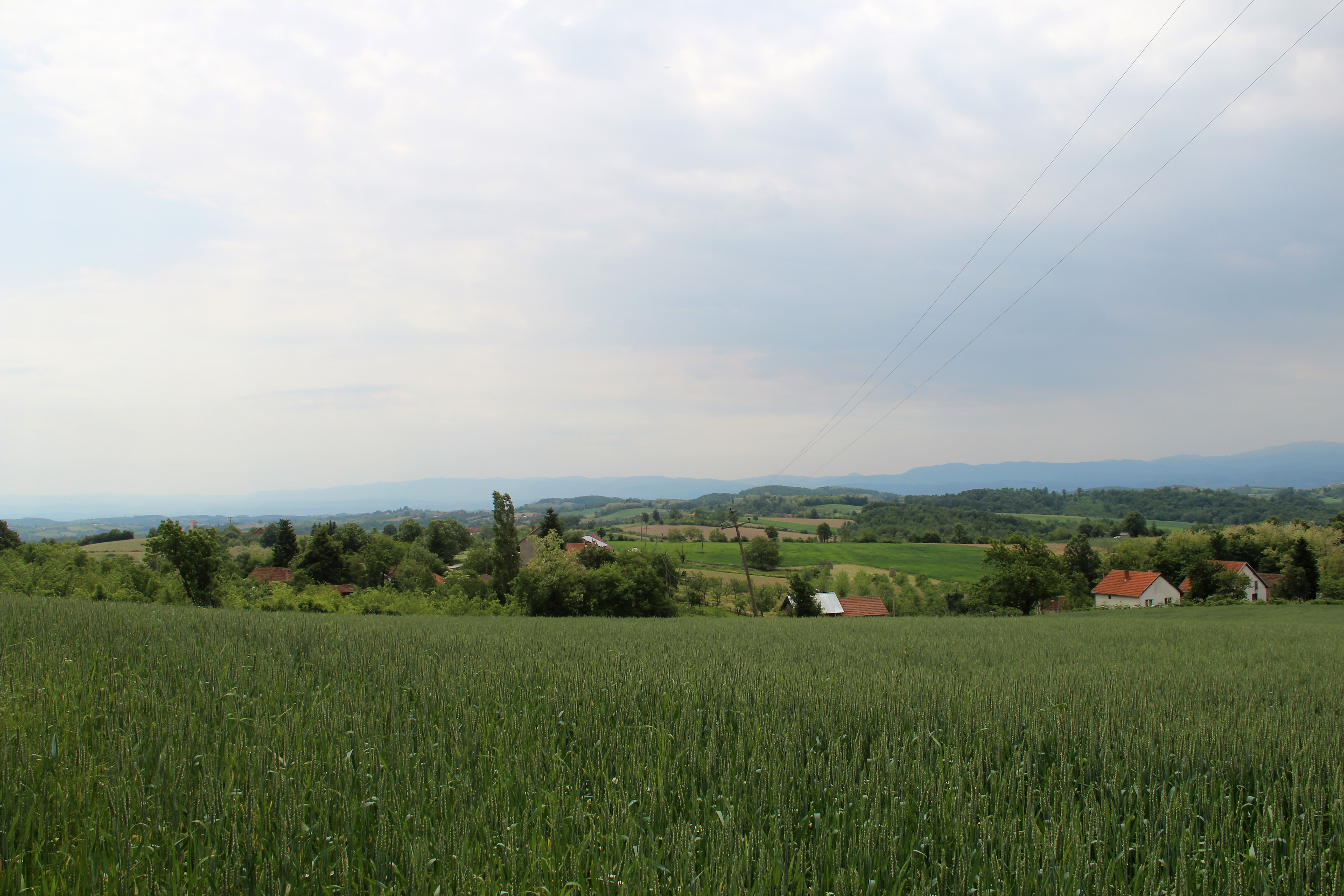
Rabas - panorama
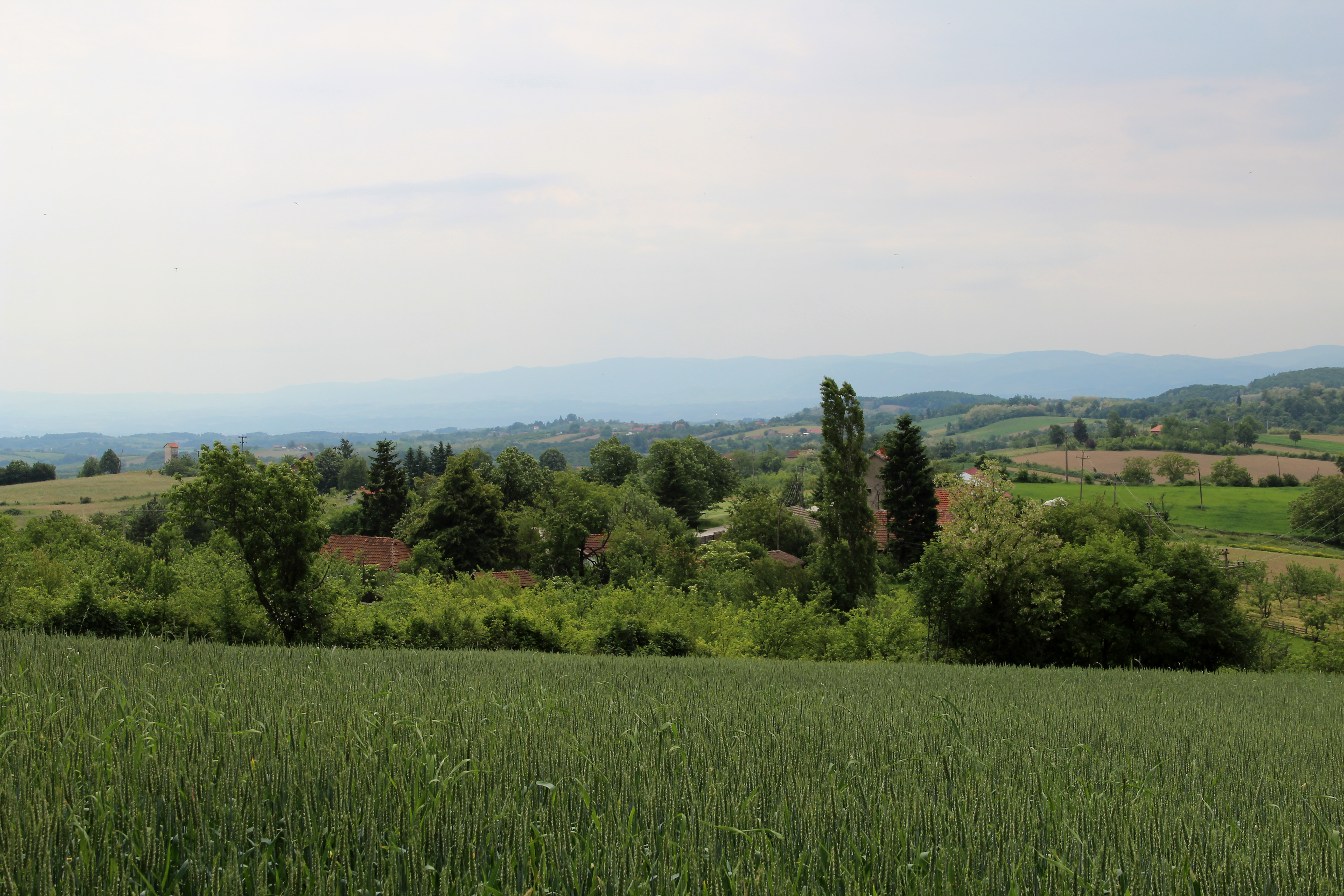
Rabas - panorama
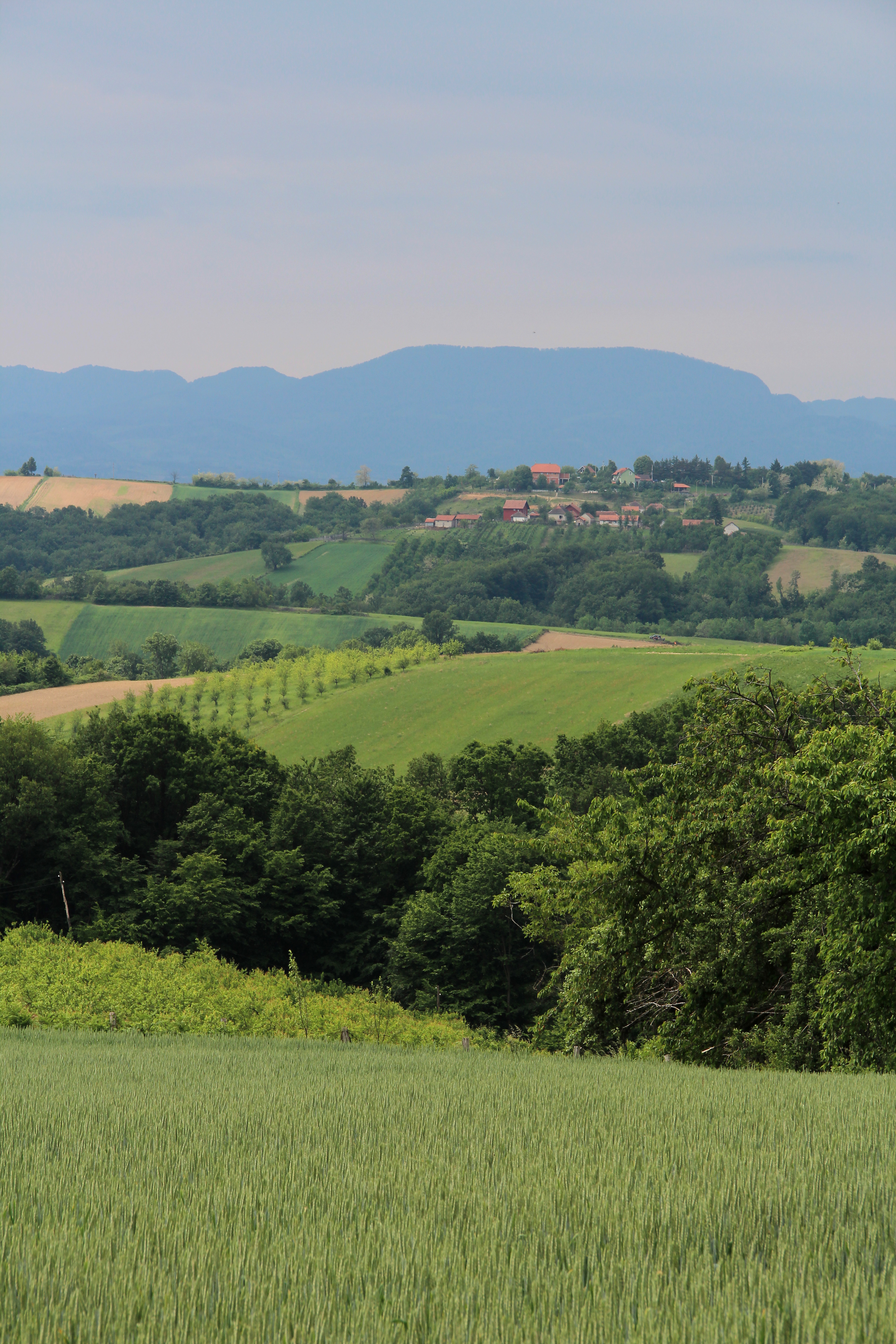
Rabas - panorama

## Démographie
| 1948 | 1953 | 1961 | 1971 | 1981 | 1991 | 2002 | 2011 |
| ---- | ---- | ---- | ---- | ---- | ---- | ---- | ---- |
| 263  | 260  | 263  | 241  | 235  | 197  | 150  | 202  |

|  |